# کاخ سارسوئلا
کاخ سارسوئلا (اسپانیایی: Palacio de la Zarzuela‎) اقامتگاه فلیپه ششم پادشاه اسپانیا و ملکه لتیسیای اسپانیا و خانواده‌شان است. این کاخ در حومه مادرید قرار دارد. دفتر رسمی شاه اسپانیا نیز در نزدیکی عمارت قرار دارد. مالک کاخ دولت اسپانیاست و اداره‌اش به دست آژانس میراث ملی است.